# Yvignac-la-Tour
Yvignac-la-Tour település Franciaországban, Côtes-d’Armor megyében. Lakosainak száma 1106 fő (2022. január 1.). Yvignac-la-Tour Broons, Brusvily, Caulnes, Languédias, Plumaudan, Trébédan és Trédias községekkel határos.

## Népesség
A település népessége az elmúlt években az alábbi módon változott:
| Lakosok száma | 1326 | 1146 | 1065 | 1124 | 1192 | 1184 | 1166 | 1129 | 1123 | 1106 |
|               | 1968 | 1982 | 1990 | 2006 | 2013 | 2015 | 2017 | 2019 | 2020 | 2022 |